# Capreggio
Capreggio ist eine aus der Schweiz stammende Ziegenkäsesorte. Der Name leitet sich vom italienischen Wort capra (Ziege) ab. 
Capreggio wird aus Ziegen-Rohmilch hergestellt, hat einen Anteil von mindestens 45 % F. i. T. und reift 7 bis 10 Wochen. Der Weichkäse ist von seiner Beschaffenheit dem aus Kuhmilch hergestellten Taleggio ähnlich. Produziert wird er beispielsweise im Toggenburg und im Eschental in Piemont.